# Nuku Hiva

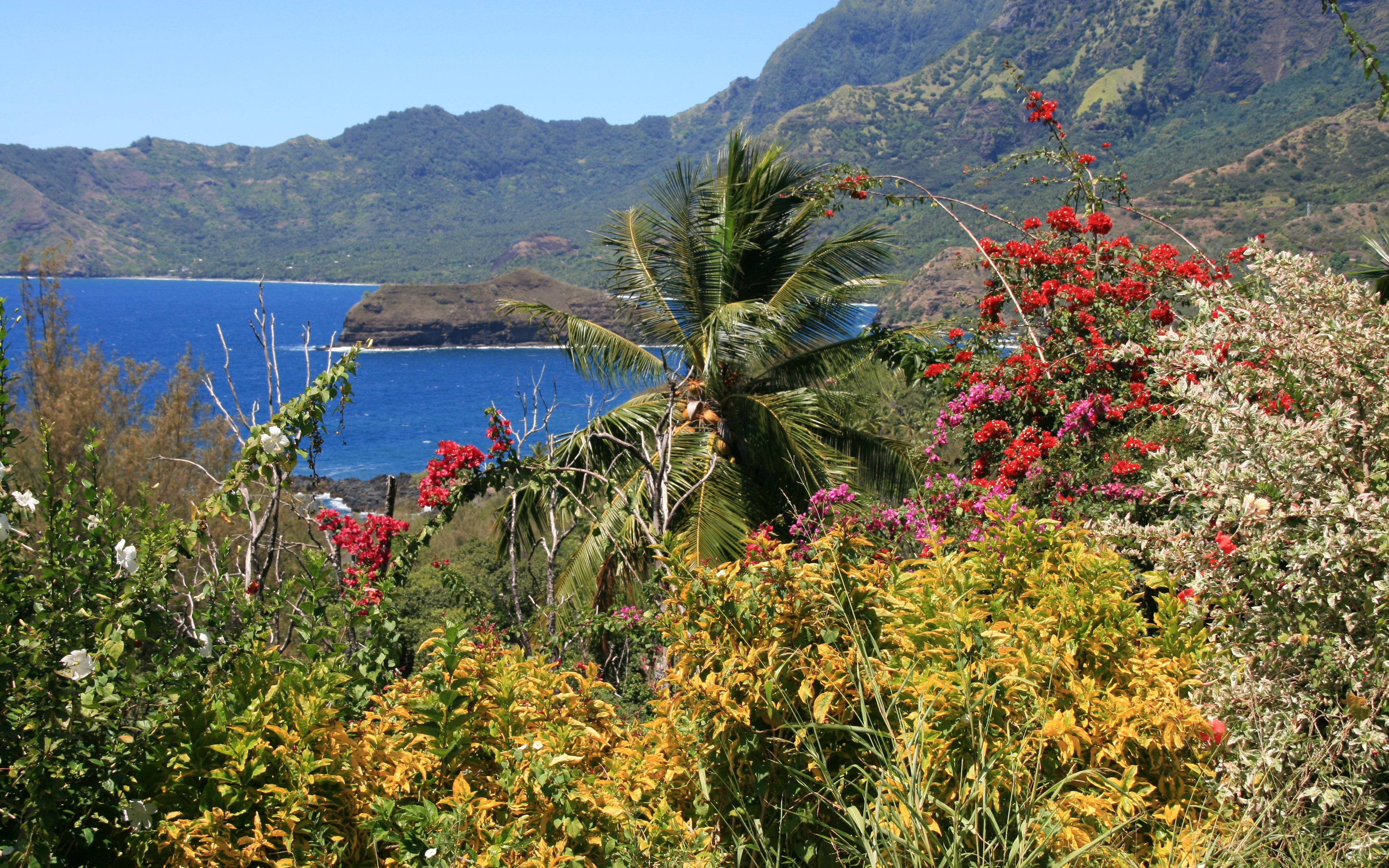
Hiva Oa

Nuku Hiva (franska île Marchand) är en ö i Franska Polynesien i Stilla havet.

## Geografi
Nuku Hiva är huvudön i ögruppen Marquesasöarna och ligger ca 1 500 km nordöst om Tahiti. Denna ö är en av de första öar man stöter på om man seglar från Panamakanalen och Galápagosöarna.
Ön har en area om ca 387 km² och ca 2 400 invånare, huvudorten heter Taiohae med ca 900 invånare.
Högsta höjden är den utslocknade vulkanen Mont Tekao med ca 1 220 m ö.h. och öns centrala del är Tovi‘i i platån på öns västra del.

## Historia
Ön beboddes troligen av polynesier redan på 900-talet. Européerna upptäckte ön genom spanjoren Álvaro de Mendaña de Neira under en resa bland de övriga Marquesasöarna 1595.
1888 besökte Robert Louis Stevenson, han landsteg vid Hatiheu på öns norra sida.
1842 blev Nuku Hiva en fransk koloni och år 1903 införlivades Nuku Hiva tillsammans med övriga öar inom Marquesasöarna i det nyskapade Établissements Français de l'Océanie (Franska Oceanien).
Herman Melville nämner i en bok skriven 1846, att det även då fanns kannibaler på ön.